# Quinto Sósio Senécio
Quinto Sósio Senécio (em latim: Quintus Sosius Senecio) foi um senador romano eleito cônsul duas vezes, a primeira em 99 com Aulo Cornélio Palma Frontoniano e a segunda em 107 com Lúcio Licínio Sura.

## Carreira
A origem de Senécio é desconhecida. Ele já foi identificado como sendo o objeto de uma inscrição cujo nome do homenageado se perdeu e que apresenta sua carreira política. O primeiro posto que assumiu foi num dos comitês dos vigintiviri, um grupo menos importante de magistrados para senadores em início de carreira, o dos quattuorviri viarum curandarum. Em seguida, foi questor na província senatorial da Acaia. A inscrição não cita um mandato como tribuno militar, o que levou John D. Grainger a especular que ele pode ter servido na Legio XXI Rapax, que foi destruída pelos jáziges em 92. Ele foi o candidato imperial para tribuno da plebe e pretor, uma honra singular. Como o nome do imperador não foi citado, é possível que tenha sido de Domiciano, alvo de um processo de damnatio memoriae depois de sua morte. Depois alcançar o pretorado, Senécio foi nomeado legado da I Minervia. Em seguida, ele foi governador da Gália Bélgica para o mandato de 96 e 98. Foi durante seu mandato que Senécio começou seu apoio a Trajano.
Senécio foi eleito cônsul em 99 e, depois, serviu como governador da Mésia Superior durante a Campanha dácia de Trajano. Depois da campanha, foi novamente eleito em 107 e teve uma estátua sua paga às custas do Senado.

## Vida pessoal
Senécio participava de vários círculos literários. Plínio, o Jovem, endereçou duas cartas a "Senécio", que é comumente identificado como sendo Sósio Senécio. A primeira, que começa com "Este ano produziu uma colheita saudável de poetas", é sobre a saúde da literatura contemporânea romana. A segunda é um pedido para que um parente de um amigo de Plínio, Calvísio Rufo, fosse nomeado tribuno militar. Plutarco também dedica várias de suas biografias a Senécio (Theseus, 1; Demosth. 1; Brut. 1) e também suas obras "Quaestiones conviviales" e "Quomodo quis suos in virtute sentiat profectus". Além disto, é possível que ele tenha sido citado em "De primo frigido", que trata da expedição de Trajano durante sua campanha dácia.
Senécio se casou com a filha de Sexto Júlio Frontino, cônsul três vezes (97, 98 e 100). Os dois tiveram Sósia Pola, que se casou com Quinto Pompeu Falcão, cônsul sufecto em 108 e governador de várias províncias romanas.